# Hermione Baddeley
Hermione Youlanda Ruby Clinton-Baddeley, kendt som Hermione Baddeley (født 13. november 1906, død 19. august 1986) var en engelsk teater- og filmskuespiller. Hun blev nomineret til en Oscar for bedste kvindelige birolle for sin præstation i  En plads på toppen (1959) og en Tony Award for bedste præstation af en kvindelige hovedrolle i et skuespil til The Milk Train Doesn't Stop Here Anymore  i 1963. Hun typisk spillede brash, vulgære karakter, ofte omtalt som "brassy" eller "blowsy". Hun fandt sig tilpas i revy, hvor hun spillede fra 1930'erne til 1950'erne og spillede flere gange sammen med Hermione Gingold.